# Ніч страху (фільм, 1985)
«Ніч страху» (англ. Fright Night) — американський надприродний фільм жахів 1985 року, написаний і знятий Томом Голландом (в його режисерському дебюті); продюсер Герб Джаффе.

## Синопсис
17-річний юнак Чарлі Брюстер, фанат телевізійної програми "Ніч страху", починає підозрювати, що його новий сусід — вампір.

## У ролях
| Актор           | Роль             |
| --------------- | ---------------- |
| Вільям Рагсдейл | Чарлі Брюстер    |
| Кріс Сарандон   | Джеррі Дендрідж  |
| Родді Макдавелл | Пітер Вінсент    |
| Аманда Бірс     | Емі Пітерсон     |
| Стівен Джеффріс | Ед Томпсон       |
| Дороті Філдінг  | Джуді Брюстер    |
| Джонатан Старк  | Біллі Коул       |
| Арт Еванс       | детектив Леннокс |

## Виробництво

### Розробка
Під час написання сценарію для фільму «Плащ і кинджал» Тому Голланду спала на думку ідея про фаната фільмів жахів, який переконався, що його сусід вампір, але спочатку думав, що цієї передумови недостатньо для побудови сюжету. «Що він робитиме, — запитав Голланд, — адже всі подумають, що він божевільний!». Ця історія визрівала в його голові цілий рік, і одного разу, обговорюючи її з Джоном Байєрсом, тодішнім керівником відділу сюжетів Columbia Pictures, він нарешті зрозумів, що робитиме хлопець. «Звичайно, він піде до Вінсента Прайса!» У ту епоху на багатьох місцевих телевізійних каналах у Сполучених Штатах були ведучі телевізійних програм жахів (наприклад Закерле, Свенгулі, Ельвіра), тож Голланд вирішив, що для хлопця буде природно звернутися за допомогою до місцевого ведучого. «Як тільки у мене з'явився Пітер Вінсент, у мене з'явилася історія. Чарлі Брюстер був двигуном, але Пітер Вінсент був серцем». Після того, як він задумав цього персонажа, Голланд написав перший варіант сценарію за три тижні. «І я весь час сміявся, буквально на підлозі, стукаючи ногами в істериці».
Голланд вирішив сам виступити режисером, частково через те, що він був розчарований фільмом «Крик про допомогу», який було знято за його попереднім сценарієм,і він набув достатнього впливу завдяки успіхам його сценаріїв для «Класс 1984», «Психо 2» та «Плащ і кинджал», щоб голова Columbia Pictures сказав: «Давайте ризикнемо з гарячим хлопцем-сценаристом».

### Кастинг
Персонаж Пітера Вінсента був названий на честь ікон фільмів жахів Пітера Кушинга та Вінсента Прайса, і Голланд спеціально писав роль під Прайса, але на цьому етапі своєї кар'єри Прайс перестав погоджуватися на ролі у фільмах жахів. Гай МакЕлвейн, тодішній керівник Columbia Pictures, запропонував Родді МакДауолла на роль. МакДауолл вже зіграв головну роль у фільмі «Клас 1984», тож Голланд одразу сприйняв цю пропозицію. «Він зрозумів роль, — прокоментував Голланд, — і він також зрозумів, що він може з нею зробити, і він дійсно цього хотів!». Між Голландом і Макдауелом зав'язалася міцна дружба, і зрештою Макдауелл запросив Голланда на вечерю, де познайомив його з Вінсентом Прайсом, який був задоволений тим, що ця роль була вшануванням його пам'яті, і прокоментував, що фільм "був чудовим, і він вважає, що Родді чудово впорався зі своєю роботою".
Агент Кріса Сарандона дав йому копію сценарію, а він відповів: «Я не можу зніматися у фільмі жахів», але вирішив переглянути сценарій і одразу ж був захоплений ним. «Я вважаю, що це один з найкращих сценаріїв, які я читав за довгий час», - сказав Сарандон, - «чудово побудований, було видно, що це праця з любов'ю, було видно, що сценарист/режисер підійшов до нього з бажанням розважитися з жанром, не висміюючи його, персонажі були чудово прописані». Сарандон хвилювався з приводу того, що його приведуть у роль лиходія, але сценарій сподобався йому, оскільки історія була глибшою, ніж звичайний фільм про монстрів. «Забувши про вампіризм, у цьому фільмі йдеться про те, як старший чоловік намагається відібрати дівчину у молодшого», — прокоментував Голланд.

### Пре-виробництво
Коли акторський склад був сформований, Голланд отримав інформацію від акторів і зробив численні зміни до сценарію. Деякі були невеликими, а інші — серйозними, як, наприклад, кінцівка, у якій спочатку Пітер Вінсент перетворювався на вампіра, коли він повертався вести «Ніч страху». Чернетка сценарію від 6 вересня 1984 року, яка циркулює в Інтернеті, дуже близька до остаточної версії фільму, але попереду ще кілька змін.
Наприкінці листопада 1984 року перед зніманням акторам і знімальній групі було надано двотижневу репетицію. Акторський склад виконав увесь фільм, як сценічну п’єсу. Розпочавши свою кар’єру актором з класичною освітою, Голланд заохочував акторський склад писати біографії своїх героїв, щоб вони повністю розуміли їхню мотивацію та могли використовувати цю інформацію під час знімання своїх сцен. Усі нюанси в історії були випрацьовані під час репетицій, тож коли настав час знімати, Голланд знімав лише два-три дублі кожної сцени, а потім рухався далі.

### Знімання
Знімання розпочали 3 грудня 1984 року і завершили 23 лютого 1985 року. На момент знімання «Ніч страху» була найменш бюджетним фільмом Columbia Pictures, і вони не покладали на нього великих сподівань, тому зосередили всю свою увагу на фільмі Джона Траволти та Джеймі Лі Кертіса «Ідеальний», який, як вони були впевнені, стане  блокбастером. «Вони навіть не приходили на знімальний майданчик», — згадував Голланд. «Я залишився один. Це був повністю мій фільм без втручання студії».
Під час знімання сталося кілька нещасних випадків, у тому числі інцидент, коли Регсдейл зламав щиколотку під час бігу вниз по сходах. Графік довелося перебудовувати, але знімання тривали. «Ніхто не панікував. Насправді, думаю, що найбільше запам'яталося мені в цьому фільмі - це дух і гумор кожного учасника».

### Грим і візуальні ефекти
Річард Едлунд був керівником відділу візуальних ефектів, його команда щойно завершила роботу над «Мисливцями за привидам». «Вони зробили всі свої помилки з тим, як робити матові кадри і все інше у "Мисливцях за привидами", з їхнім величезним бюджетом, — прокоментував Голланд, — тому вони дійсно знали, як зробити [спецефекти] настільки недорого і ефективно, наскільки це можна було зробити в той час».
Найбільш болісною частиною гриму для акторів були контактні лінзи. У ті часи лінзи були з твердого пластику, які вручну розмальовували, лакували і шліфували. Актори могли носити їх максимум 20 хвилин, тому що вони були товстими, болючими і висушували очі. Для Старка був виготовлений  спеціальний костюм, який він вдягав під час фінальної погоні за Пітером і Чарлі

## Випуск
Прокат фільму склав 1545 кінотеатрів. Фільм заробив 6 118 543 доларів на перших вихідних. Загальний збір склав $24,922,237. Він показав себе найкраще з усіх фільмів жахів, що вийшли влітку 1985 року, і став другим за касовими зборами фільмом жахів 1985 року, поступившись «Кошмару на вулиці В'язів 2».

## Нагороди і номінації
| Нагорода | Категорія                            | Номінант              | Результат |
| -------- | ------------------------------------ | --------------------- | --------- |
| Сатурн   | Найкраща режисура                    | Том Голланд           | Номінація |
| Сатурн   | Найкращий сценарій                   | Том Голланд           | Перемога  |
| Сатурн   | Найкраща чоловіча роль другого плану | Родді Макдауелл       | Перемога  |
| Сатурн   | Найкращий фільм жахів                | Найкращий фільм жахів | Перемога  |
| Сатурн   | Найкраща чоловіча роль               | Кріс Сарандон         | Номінація |

## Зовнішні посилання
- Ніч страху на сайті IMDb (англ.)
- Ніч страху (фільм, 1985) на сайті AllMovie (англ.)